# Корополи
Корополи (итал. Corropoli) је насеље у Италији у округу Терамо, региону Абруцо.
Према процени из 2011. у насељу је живело 2953 становника. Насеље се налази на надморској висини од 133 м.

## Становништво
| 1931. | 1936. | 1951. | 1961. | 1971. | 1981. | 1991. | 2001. | 2011. |
| ----- | ----- | ----- | ----- | ----- | ----- | ----- | ----- | ----- |
| 4.548 | 4.718 | 4.977 | 4.300 | 3.861 | 3.622 | 3.691 | 3.752 | 4.750 |